# Pons Augustin Alletz
Pons Augustin Alletz (Montpellier, 1703 – Parigi, 7 marzo 1785) è stato un agronomo e saggista francese.

## Biografia
Nacque nel 1703 a Montpellier. Pons Augustin Alletz, dopo essere stato per qualche tempo nella congregazione dell'Oratorio, esercitò la professione di avvocato nella sua città natale, abbandonandola presto per dedicarsi interamente alla letteratura, trasferendosi a Parigi.
L'Agronome, ou Dictionnaire portatif du cultivateur ("L'Agronomo, ovvero il dizionario portatile del coltivatore"), pubblicato per la prima volta nel 1760, in due volumi, venne spesso ristampato fino al XIX secolo. È uno dei migliori libri di testo dell'epoca sulla vita in campagna. Oltre ai consigli su giardinaggio, zootecnia, veterinaria e caccia, contiene un gran numero di pratiche ricette di cucina adatte a soddisfare un gentiluomo di campagna gourmet. Importante la parte dedicata alla vite e al vino: scelta di vini, aneddoti curiosi, autori che si sono occupati di vino, tipologie di vini (rosso, chiaro, grigio, bianco; Borgogna, Champagne, Moscato di Saint-Laurent-en-Provence, vini spagnoli, vini dolci, Malvasia), ricette per vini curativi, ricette per vini aromatici (assenzio, aneto, anice, finocchio, issopo, salvia, rosa, sambuco ), ricette per condimenti all'aceto.
Morì nel 1785 a Parigi.
Era il nonno dello scrittore Édouard Alletz (1798-1850).

## Opere
- Dictionnaire théologique (1756)
- Précis de l'Histoire sacrée, par demandes et par réponses, 1747, 1781, 1805, in-12.
- Ornements de la mémoire, ou les traits brillants des poètes français les plus célèbres, 1749, 1808, in-12.
- Histoire des singes et autres animaux curieux dont l'instinct & l'industrie excitent l'admiration des hommes, comme les Elephans, les Castors, &C., 1752.
- Modèles d'éloquence, ou les Traits brillants des orateurs français les plus célèbres 1753, 1789, in-12.
- Victoires mémorables des français, 1754, 2 vol. in-12.
- (FR) Dictionnaire portatif des conciles, Parigi, 1758.
- L’Agronome ou le Dictionnaire portatif du Cultivateur, contenant toutes les connaissances nécessaires pour gouverner les biens de campagne et les faire valoir utilement, pour soutenir ses droits, conserver sa santé et rendre gracieuse la vie champêtre…, Paris, chez la Ve Didot, et Nyon, chez la Ve Damonneville, 1760, 2 vol. in-8° ; Paris, Didot l’aîné, 1762, 1763, 1764, 2 vol. in-12 ; 2e éd., Paris, Durand, 1764, env. 1300 p. ; 2e éd., Paris, chez Nyon, et chez Musier, 1764, 2 vol. in-8° ou in-12 ; 1765 (revue, corrigée et augmentée) ; Paris, Savoye, 1770, 2 vol. in-8°, XXIV-528 et 537 p. ; Paris, Didot, 1766, in-8° ; Paris, Didot, 1769 in-12 ; Rouen, chez Pierre Macheul, 1780 ; Rouen, chez la Ve Dumesnil, 1787 ; Paris, Libraires associés, 1799 (an VII), 2 vol. in-8°, env. 900 p. ; Lyon, chez Robert et Gauthier, 1803 (an XI)[2].
  - (FR) L'Agronome, vol. 1, Paris, chez la veuve Didot, 1763.
  - (FR) L'Agronome, vol. 2, Paris, chez la veuve Didot, 1763.
- Dictionnaire philosophique, 1762. Attribuito a Pons-Augustin Alletz secondo la France littéraire del 1769, ma attribuito anche a padre Dominique de Béthune secondo una menzione manoscritta sulla copia BNF.
- Abrégé de l'histoire grecque, 1763, 1774, in-12. Tradotto in inglese nel 1769, in polacco nel 1775, in tedesco nel 1776.
- L'Agronome, ou la Maison Rustique, mise en forme de Dictionnaire portatif à l'usage du cultivateur. Contenant l'Ancienne et Nouvelle Agriculture, et toutes les connoissances nécessaires pour augmenter son bien et conserver sa santé. Paris, Compagnie des Libraires, 1770 ; 4 vol. Alla fine dell'ultimo volume c'è un trattato a parte sulla coltivazione del pioppo d'Italia. molte incisioni piegate tra il testo, la prima è un frontespizio che rappresenta un palazzo e l'ultima una scena d'epoca. La lettera "I" non ha testi come insetti ecc. Dopo la lettera "V" nessun soggetto.
- L’Esprit des journalistes de Trévoux ; ou, Morceaux précieux de littérature, répandus dans les Mémoires pour l'histoire des sciences & des Beaux Arts, depuis leur origine en 1701 jusqu'en 1762. Contenant ce qu'il y a de plus neuf & de plus curieux, soit pour les ouvrages dont ces littérateurs ont rendu compte, Paris, de Hansy, 1771, 4 vol. in-12.
- Tableau de l'histoire de France depuis le commencement de la Monarchie jusqu'à la fin du Règne de Louis XIV, inclusivement, Paris, Lottin Le Jeune, 1769, 2 vol. in-12.; ristampa, altra edizione Paris, Brocas et Lottin, 1770.